# خدا بزرگ است و من نه
خدا بزرگ است و من نه (به انگلیسی: God Is Great and I'm Not) فیلمی محصول سال ۲۰۰۱ و به کارگردانی پاسکالا بیلی است. در این فیلم بازیگرانی همچون اودره توتو، ادوارد بائر، ژولی دپاردیو، کاترین ژاکوب، فیلیپ لودنبک، تیری نوویک ایفای نقش کرده‌اند.

## خلاصه داستان
میشل (اودره توتو) پس از قطع رابطه با دوست پسرش برای پر کردن خلا روحی به دعا و نیایش روی می آورد تا اینکه با دامپزشکی یهودی (ادوارد بائر) ملاقات می کند و تصمیم می گیرد یهودی شود.